# Гонсалес, Йон
Йон Гонса́лес Лу́на (исп. Yon González Luna; род. 20 мая 1986, Вергара) —  испанский актёр. Снимался в таких фильмах и телесериалах, как SMS, «Чёрная лагуна», «Секс, вечеринки и ложь», а также «Гранд-отель».

## Актёрская карьера
Карьера Йона Гонсалеса началась с роли Андреса в сериале «SMS» телеканала La Sexta, но широкую известность ему принесла роль Ивана Нойрета в телесериале «Чёрная лагуна», за которую актёр получил две награды: премию латиноамериканских критиков («Лучший новый актёр») и «Золотую нимфу» Телевизионного фестиваля в Монте-Карло.
В 2009 году  снялся в роли Нико в фильме «Секс, вечеринки и ложь» (в оригинале: «Большая ложь»), где сыграл вместе с  Марио Касасом и  Уго Сильвой. Также появился в нескольких короткометражках: El forjador de historias, Amores imposibles, Muñecos de latex.
В 2011 году сыграл Константина II Греческого в мини-сериале «София».
В 2011 году Йон Гонсалес был приглашён на роль Хулио Ольмедо в телесериале «Гранд-отель».

## Фильмография
| Год       |     | Русское название          | Оригинальное название         | Роль                         |
| --------- | --- | ------------------------- | ----------------------------- | ---------------------------- |
| 2006—2007 | с   | Мечтать без страха        | SMS (Sin Miedo a Soñar)       | Андрес                       |
| 2009      | с   | Чёрная лагуна             | El internado                  | Иван                         |
| 2008      | кор | Кузнец историй            | El forjador de historias      | Виктор                       |
| 2009      | ф   | Секс, вечеринки и ложь    | Mentiras y gordas             | Нико                         |
| 2009      | ф   | Ярость                    | Rabia                         | Адриан                       |
| 2010      | с   | Большой резерв            | Gran reserva                  | Мануэль Эрнандес             |
| 2011      | с   | София                     | Sofía                         | Константино                  |
| 2011      | ф   | Джеймс Понт               | Torrente 4                    | Перальта                     |
| 2011      | с   | Те, кто                   | Los Quién                     | Карлос                       |
| 2011      | ф   | Трансгрессия              | Transgression                 | Элио                         |
| 2011—2013 | с   | Гранд-отель               | Gran Hotel                    | Хулио Ольмедо                |
| 2014—2016 | с   | Под подозрением           | Bajo sospecha                 | Виктор                       |
| 2014      | ф   | С добрым утром, принцесса | El club de los incomprendidos | Родриго                      |
| 2015      | ф   | Потерянный север          | Perdiendo el norte            | Уго                          |
| 2015      | ф   | Убить время               | Matar el tiempo               | Борис                        |
| 2017—2020 | с   | Телефонистки              | Las chicas del cable          | Франсиско                    |
| 2020      | ф   | -                         | Hil-Kanpaiak                  | Кортазар / Kortazar          |
| 2021      | с   | Чёрная лагуна: Вершины    | El internado: Las Cumbres     | Иван                         |
| 2021      | ф   | Давным-давно... Эускади   | Érase una vez en Euskadi      | Феликс / Felix               |
| 2022—2022 | с   | Наследники земли          | Los herederos de la tierra    | Уго Йор / Hugo Llor          |
| 2023—-    | с   | -                         | Memento Mori                  | Августо / Augusto            |
| 2023—-    | с   | -                         | Beguinas                      | Тельмо Медина / Telmo Medina |